# Universiteit van Sheffield
De Universiteit van Sheffield (Engels: University of Sheffield) is een (onderzoeks)universiteit in de Britse stad Sheffield in het graafschap South Yorkshire. Ze behoort tot de oorspronkelijke groep van de zogenoemde redbrickuniversiteiten en is lid van de Russellgroep. Ze stond als 105e gerangschikt in de Global Universities Ranking van 2024. De universiteit bracht vijf Nobelprijswinnaars voort. In 2008 leverde een onderzoeksevaluatie op dat 41 van de 49 ingediende onderzoeken "wereldwijd toonaangevend" of "internationaal uitstekend" waren. Hiermee kwam de Universiteit van Sheffield in de top 10 van de Russellgroep te staan.

## Geschiedenis

### Oorsprong
De Universiteit van Sheffield werd oorspronkelijk opgericht met de fusie van drie colleges. De Sheffield School of Medicine werd opgericht in 1828, gevolgd door de opening van Firth College in 1879 door de staalproducent Mark Firth met het oog op onderwijs in de letteren en wetenschap. Dit college hielp met de financiering van de opening van de technische school van Sheffield in 1884 voor onderwijs in toegepaste wetenschappen, de enige grote faculteit die de bestaande colleges niet gedekt hadden. De drie onderwijsinstellingen werden in 1897 samengebracht ter vorming van het University College of Sheffield. Sheffield is tevens een van de zes oorspronkelijke redbrickuniversiteiten.

### Koninklijk Charter
Aanvankelijk werd voorzien dat het universiteitscollege zou samengaan met de toenmalige Victoria University of Manchester, de Universiteit van Liverpool en de Universiteit van Leeds als vierde lid van de federale Victoria University. Desondanks splitste deze universiteit zich op vooraleer de fusie kon plaatsvinden. Vandaar dat het universiteitscollege van Sheffield in 1905 zijn eigen Koninklijk Charter ontving en op die manier tot Universiteit van Sheffield werd omgedoopt.
In 1905 begon de universiteit met 200 voltijdse studenten. Tot in de jaren vijftig en zestig groeiden deze aantallen langzaam, waarna ze in een snel tempo toenamen. Veel nieuwe gebouwen (waaronder de beroemde Arts Tower) werden toen ingericht. In 1987 startte de universiteit een samenwerking met de vroegere potentiële partners van de Victoria-universiteit. Zo werd ze een medeoprichter van het Northern Consortium, een samenwerkingsverbond voor het onderwijs en rekrutering van internationale studenten.
Door de jaren heen werd de universiteit de thuisbasis voor een aantal bekende schrijvers en academici. Onder hen bevond zich de literair recensent William Empson, die aan het hoofd stond van het departement Engels. Verder waren er ook nog de auteur Angela Carter, vijf Nobelprijswinnaars en Bernard Crick.
Aalborg ·
Aken ·
Barcelona ·
Belgrado · 
Berlijn · 
Boedapest · 
Boekarest · 
Braunschweig · 
Brno ·
Darmstadt ·
Delft ·
Dresden ·
Dublin ·
Enschede · 
Gdańsk · 
Gent ·
Glasgow · 
Göteborg ·
Graz ·
Grenoble ·
Guildford · 
Haifa ·
Hannover ·
Helsinki ·
Istanboel ·
Karlsruhe ·
Kaunas ·
Lausanne ·
Leuven ·
Lissabon ·
Lissabon NOVA ·
Louvain-la-Neuve ·
Lund · 
Lyon ·
Madrid ·
Milaan ·
Parijs-Saclay ·
Parijs ParisTech ·
Porto ·
Poznań ·
Praag ·
Riga ·
Sheffield · 
Stockholm ·
Stuttgart ·
Tallinn ·
Tomsk ·
Trondheim ·
Turijn ·
Valencia ·
Warschau ·
Wenen ·
Zürich